# Marewad, Dharwad
Marewad là một làng thuộc tehsil Dharwad, huyện Dharwad, bang Karnataka, Ấn Độ.